# برج توکیو:مادر و من گاهی پدر
برج توکیو:مادر و من گاهی پدر (انگلیسی: Tokyo Tower: Mom and Me, and Sometimes Dad) یک فیلم به کارگردانی جوجی ماتسوکا است که در سال ۲۰۰۷ منتشر شد. از بازیگران آن می‌توان به جو اوداگیری، کیرین کیکی، تاکاکو ماتسو، و کائورو کوبایاشی اشاره کرد.

## داستان
ایکو (کیرین کیکی) پس از ترک شوهر الکلی اش، پسرش ماسایا (جو اوداگیری) را از توکیو دور می کند و به زادگاهش در یک جامعه معادن روستایی کیوشو میبرد.او را به حامیانی میسپارد تا چند سالی او را پشتیبانی کنند ...